# 村上ラヂオ
『村上ラヂオ』（むらかみラヂオ）は、村上春樹文、大橋歩画のエッセイ集。

## 概要
2001年6月8日、マガジンハウスより刊行された。『anan』（2000年3月17日号 - 2001年3月3日号）に1年間連載されたコラムを加筆修正してまとめた「村上ラヂオ」シリーズの1作目。「遠くの知らない街で」（2000年11月17日号）と「連載って大変なんです」（2001年1月26日号）の2本は単行本未収録。銅版画の挿絵は大橋歩。装丁は葛西薫。単行本化にあたり挿絵を倍にして発行。2003年7月1日、新潮文庫として文庫化された。
タイトルの「村上ラヂオ」は、1996年6月4日に開設された「村上朝日堂ホームページ」が初出。1997年1月24日、「村上の近況」というコーナーが「村上ラヂオ」という名前に新しく変わり、同ウェブサイトの「村上ラヂオ」はそれから1999年11月19日の第45回まで続いた。

## 翻訳
| 翻訳言語        | 翻訳者             | 発行日         | 発行元         |
| --------------- | ------------------ | -------------- | -------------- |
| ロシア語        | エレナ・バイビコフ | 2010年         | Eksmo, Домино  |
| 中国語 (繁体字) | 頼明珠             | 2012年11月12日 | 時報文化       |
| 中国語 (簡体字) | 林少華             | 2012年3月      | 上海訳文出版社 |
| 韓国語          | クォン・ナムヒ     | 2013年5月20日  | 文学思想社     |

上記翻訳版はいずれも大橋歩の絵が用いられている。

## 内容
- 1970年頃、ウーマンリブ運動をしていた人たちが、女性の解放を主張してブラジャーを焼いた。ドクトル・ジバゴが運命の暗い回廊をたどらなくてはならなかったように、ブラジャーは思いもかけぬ悲運にみまわれることになった。
- スヴィアトスラフ・リヒテルがイタリアでライブ録音した、ドビュッシーの『版画』のレコードを高校生のときよく聴いていた。何度も何度も何度も繰り返し聴いて、隅々まで記憶した。
- ドーナッツの穴はいつ誰が発明したかご存じですか？ 知らないでしょう。僕は知っています[注 4]。
- 災難は、まるで小田原厚木道路の覆面パトカーのように、どこかでこっそりとあなたを待ち受けている[注 5][注 6][注 7]。
- 恋をするのに最良の年頃は16歳から21歳くらいではないだろうか。
- かなりの確信を持って思うんだけど、世の中で何がいちばんひとを深く損なうかというと、それは見当違いな褒め方をされることだ。